# گریت وارفورد
گریت وارفورد (به انگلیسی: Great Warford) یک روستا و محله مدنی در بریتانیا است که در چشر شرقی واقع شده‌است. گریت وارفورد ۱٬۷۱۰ نفر جمعیت دارد.